# Cámara corporal

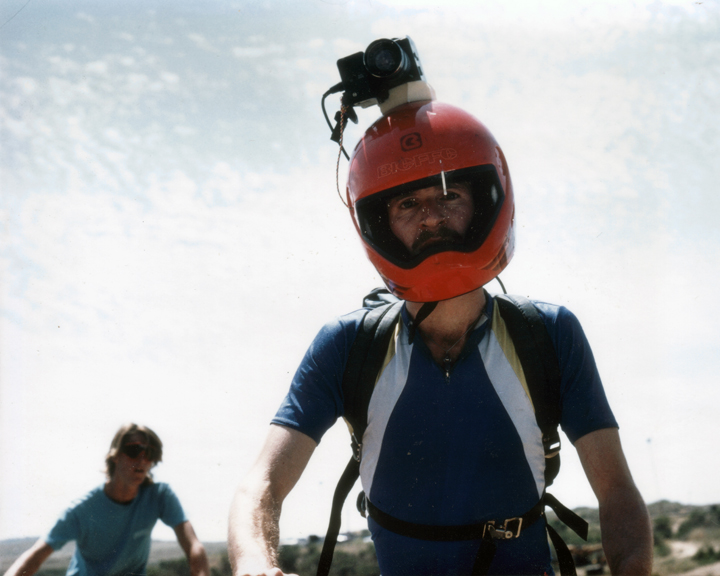
Ciclista utilizando una de los primeras cámaras corporales en el casco, 1980

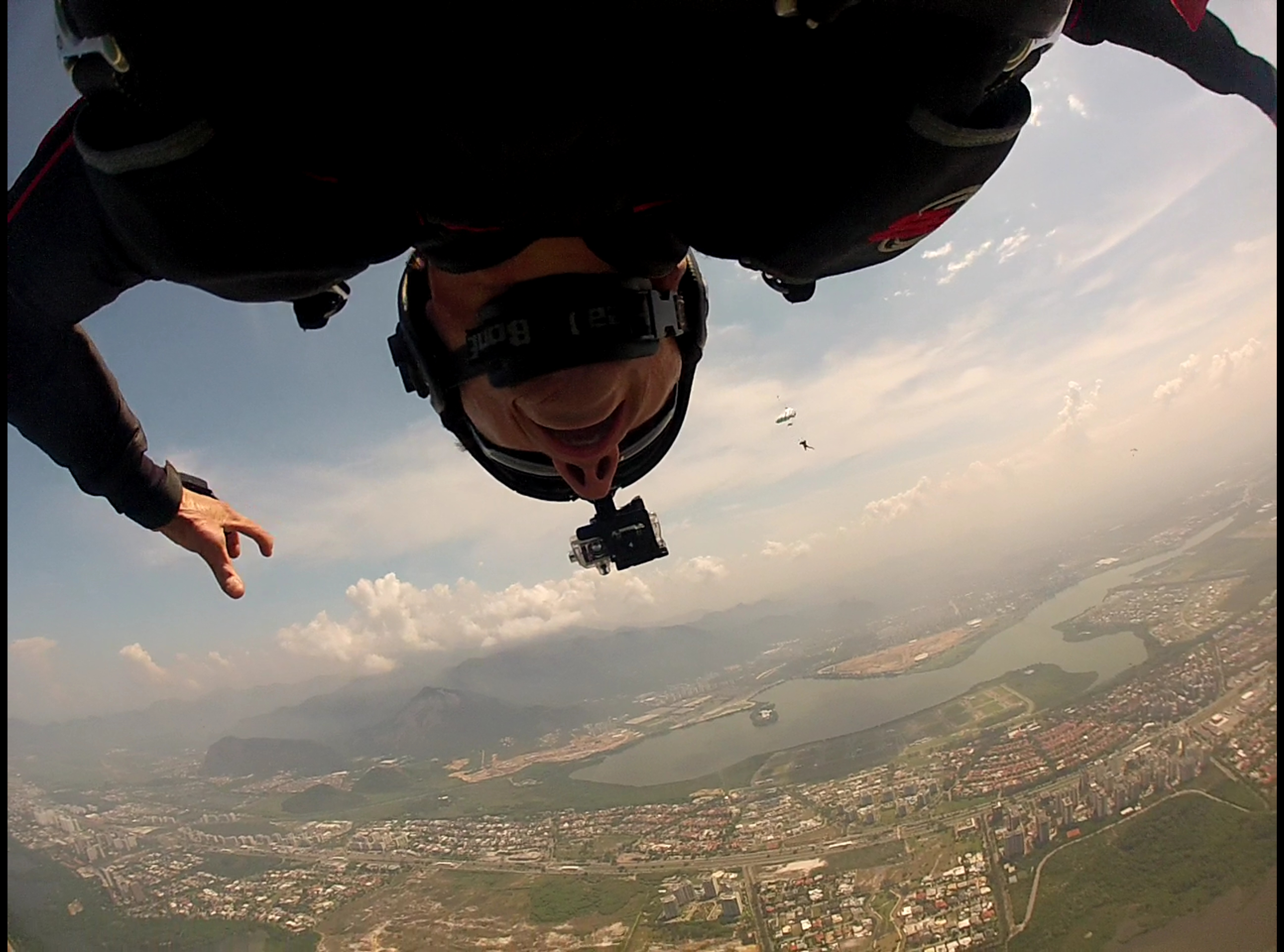
Paracaidista con una cámara corporal en el casco.

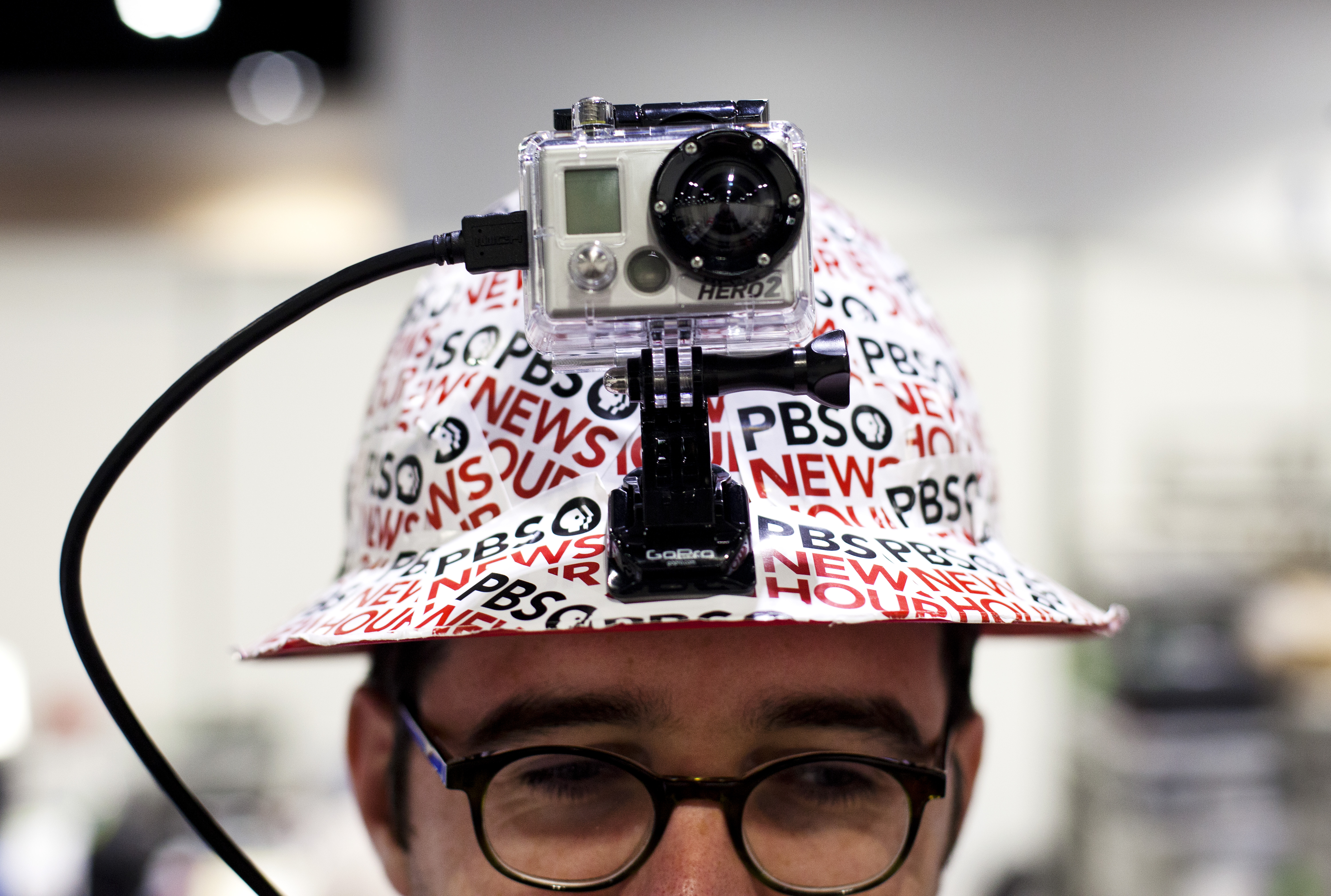
Reportero con una cámara corporal para transmitir en vivo ruedas de prensa.

Las cámaras corporales o cámaras portátiles son una tecnología corporal usada para el registro de audio, vídeo, o fotografías.
Las cámaras corporales tienen una gama de usos y diseños, del cual el uso más conocido es como parte de equipamiento de la policía. Otros usos incluyen cámaras de acción para eventos sociales y recreativos (como el ciclismo), dentro del comercio, en asistencia sanitaria y uso médico, en uso militar, en el periodismo, en el sousveillance y la vigilancia.
Una investigación de Nascent sobre el impacto de las cámaras corporales en el cumplimiento de la ley muestra evidencia mixta en cuanto al impacto de las cámaras en el uso de la fuerza por parte de la aplicación de ley y la confianza en la policía en las comunidades.

## Diseños

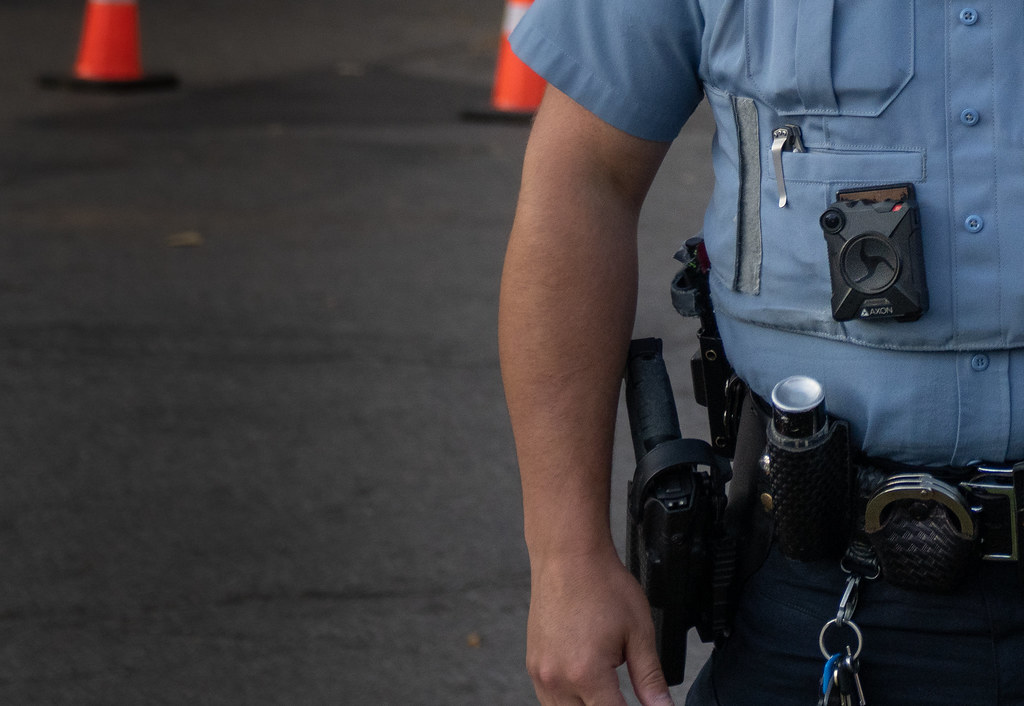
Un policía con una cámara corporal

Las cámaras corporales son comúnmente diseñadas para ser colocadas en una de tres ubicaciones: en el torso, encima o incorporado a un casco, y encima o incorporado a las gafas. Algunos diseños pueden incluir la función de realizar una transmisión en directo, mientras que otros implementan el almacenamiento local. El Centro Nacional de Investigación, Prueba y Evaluación de la Tecnología de Justicia Criminal ha realizado encuestas de mercado sobre las cámaras corporales para asistir a organizaciones en la compra de la mejor cámara. La encuesta habla de la funcionalidad de dispositivo, su óptica, audio, GPS, entre otras categorías. La gama de precios varía entre 200 y 2000 dólares.

## Aplicaciones

### Cumplimiento de la ley
Las cámaras corporales son utilizadas por la policía y otras organizaciones encargadas de cumplir la ley en países alrededor del mundo. Los cámaras tienen la intención de mejorar las interacciones entre los oficiales y la ciudadanía. La primera generación de cámaras corporales policiales modernas fue introducida alrededor del año 2005 en el Reino Unido, seguido a partir de 2014 en adelante por la implementación a gran escala en los Estados Unidos, principalmente para aumentar y mejorar la transparencia y responsabilidad policial. Otros países han seguido esta tendencia. Los primeros estudios mostraron resultados mayoritariamente positivos, pero estudios posteriores han mostrado resultados mixtos. Los resultados han mostrados diferencias por diversos factores como el contexto local y las directrices que regulan la activación de las cámaras. Los problemas incluyen la capacitación, privacidad, almacenamiento y el uso de registros en fases posteriores en el sistema judicial.

### Combate militar

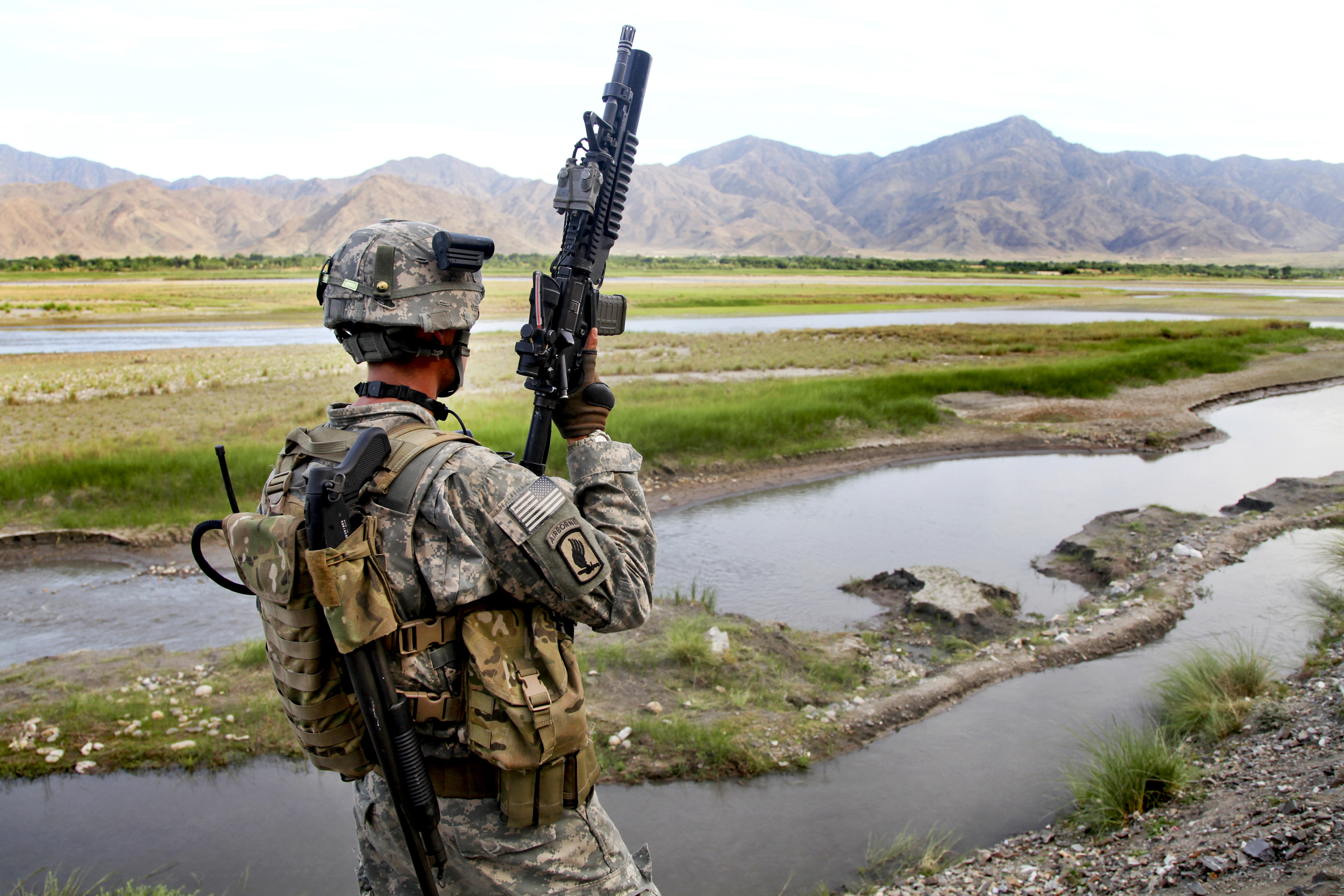
Soldado estadounidense en Afganistán con una cámara corporal en el casco, 2010

Las cámaras corporales, principalmente las cámaras de casco son utilizadas en el ejército. El vídeo puede ser almacenado localmente, o transmitido a un centro de mando o avanzada militar. Un caso notable donde se usó esta tecnología fue en la operación Lanza de Neptuno, donde se cree que imágenes en vivo del asalto fueron retransmitidas a la Casa Blanca. En 2013, un soldado Marino Real británico fue condenado por asesinato después de disparar hasta la muerte a un insurgente afgano que se encontraba herido, contrario a lo estipulado en la Convención de Ginebra. El incidente había sido grabado por un cámara de casco cuyas imágenes y sonido fueron utilizadas como evidencia en una corte marcial. La cámara de casco ha sido utilizada en el documental "Taking Fire" de Discovery Channel sobre la 101° División Aerotransportada en la Campaña del Valle de Korengal, documentando sus imágenes personales de la guerra. En 2016 una cámara recuperada del casco de un militar muerto mostraba un contraste de caos y pánico en una batalla contra el peshmerga kurdo."

### Lucha contra los incendios

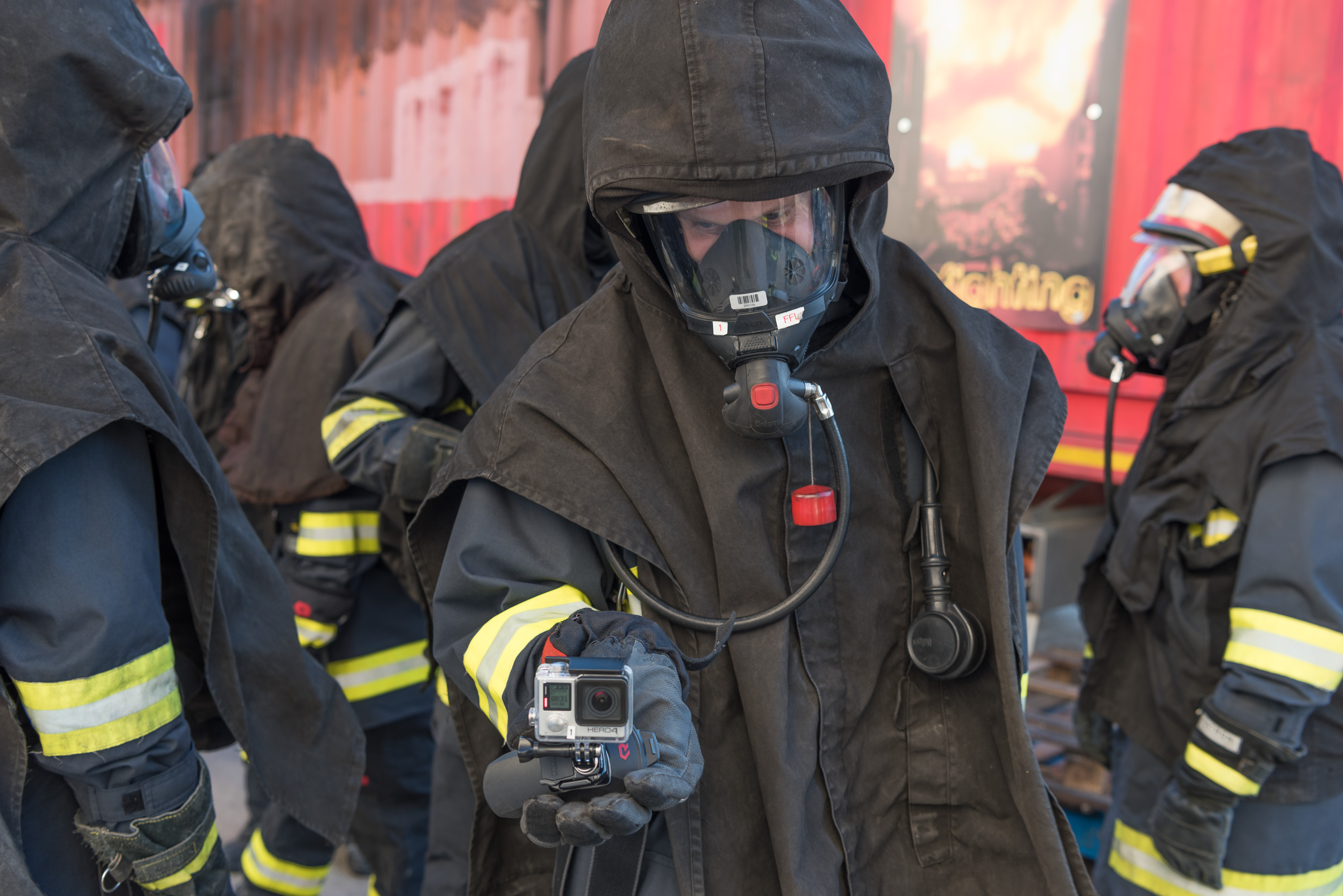
Bombero utilizando una cámara corporal

Los bomberos utilizan las cámaras corporales como herramienta para evaluar Incendios, además de propósitos de comunicación y entrenamiento. Las cámaras en esta profesión son frecuentemente cámaras térmicas para ser capaces de ver en la oscuridad y el humo al interior de los edificios. Se puede añadir funcionalidades de realidad aumentada para resaltar los contornos de objetos y personas.

### Cuidado de la salud
Las cámaras corporales han sido sugeridas y exploradas en diferentes partes del ámbito médico. La información recopilada de cámaras corporales puede ayudar en las investigaciones médicas, así como reducir el margen de error causado por los autoreportajes inexactos. Se especula que es común infraregistrar información al realizar evaluaciones dietéticas y nutricionales. Las investigaciones sugieren que las cámaras corporales reducen el infraregistro durante la toma de las evaluaciones. Los cámaras corporales por ejemplo pueden ser utilizadas como una memoria protésica para condiciones que afectan a la memoria. Las cámaras corporales han sido usadas como ayuda en el ámbito clínico. En 2013, Google Glass ayudaron en cirugías por proporcionar una forma manos libres para retransmitir y recibir ayuda de otro cirujano. Cámara corporales fueron proporcionados al personal médico por el "Cardiff and Vale Health Board" en Gales, Reino Unido. Las cámaras fueron enviadas para reducir la probabilidad de agresiones violentas contra el personal. Según el director que brinda apoyo al personal agredidos, las cámaras y en especial el registro de audio ha sido de utilidad para realizar procesamientos exitosos.

## Preocupaciones por la privacidad
Preocupaciones en cuanto a la privacidad ha sido debatida con respecto a esta tecnología, más notablemente en el caso de Google Glass y de la vigilancia. La vigilancia masiva, en combinación con el reconocimiento facial y otras tecnologías capaces de interpretar vídeos en montones, significan que todas las cámaras, incluidas las cámaras corporales, podría crear un medio de rastrear a las personas a donde quiera que vayan. En relación con la vigilancia, los críticos han advertido que cada oficial de la policía podría devenir una "cámara de vigilancia ambulante". Los policías interaccionarán con los ciudadanos durante momentos de vulnerabilidad, como en un hospital, o en una situación de violencia doméstica. Las preocupaciones también han mencionado que estos algoritmos no sólo infringen el derecho a la privacidad, pero también podría ser moralmente sesgados. La Unión de Libertades Civiles Americana ha sugerido políticas para equilibrar los derechos del ciudadano con el deseo de mayor transparencia y responsabilidad.